# Tertius Zongo

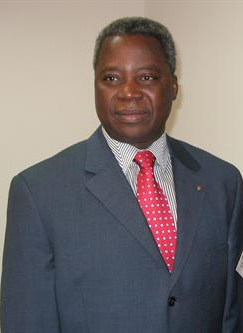
Tertius Zongo (2007)

Tertius Zongo (* 18. Mai 1957 in Koudougou, Obervolta, heute Burkina Faso) ist ein Politiker aus dem westafrikanischen Staat Burkina Faso. Vom 4. Juni 2007 bis zum 18. April 2011 bekleidete er das Amt des Premierministers von Burkina Faso, zu seinem Nachfolger wurde Luc-Adolphe Tiao ernannt.
Zongo studierte Wirtschaftswissenschaften in Dakar (Senegal) und Nantes (Frankreich). Zwischen 1995 und 2000 besetzte er verschiedene Ministerposten, darunter denjenigen des Finanzministers. Mehrere Jahre lang war er Burkina Fasos Repräsentant bei der Weltbank und dem Internationalen Währungsfonds sowie Generalsekretär der burkinischen Industrie- und Handelskammer. 2002 trat er in den diplomatischen Dienst ein. Zuletzt vor seiner Ernennung zum Premierminister amtete er als Botschafter Burkina Fasos in den USA.